# Empis cacuminifer
Empis cacuminifer är en tvåvingeart som beskrevs av Axel Leonard Melander 1902. Empis cacuminifer ingår i släktet Empis och familjen dansflugor. Inga underarter finns listade i Catalogue of Life.